# Araneus praesignis
Araneus praesignis là một loài nhện trong họ Araneidae.
Loài này thuộc chi Araneus. Araneus praesignis được Ludwig Carl Christian Koch miêu tả năm 1872.

## Hình ảnh

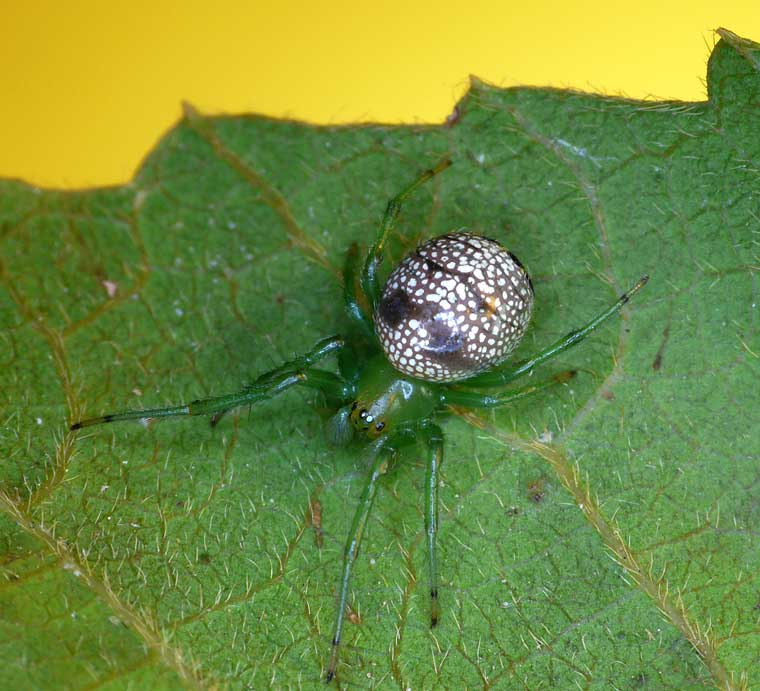
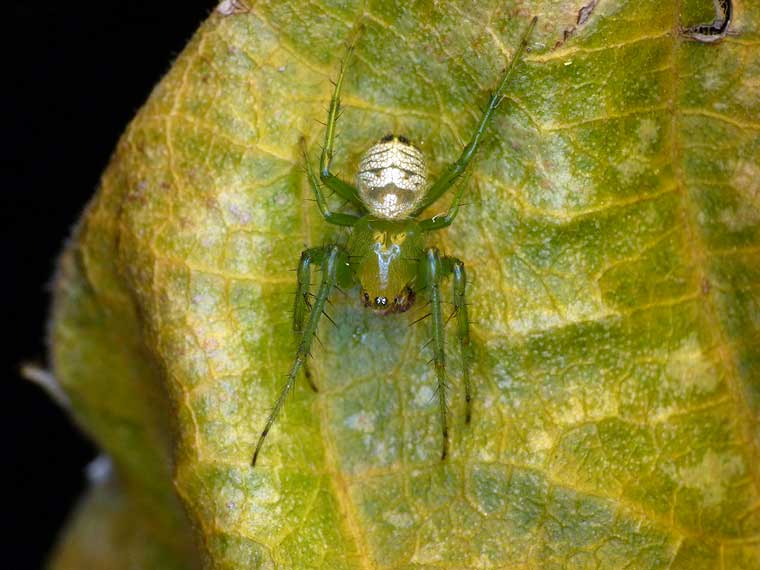
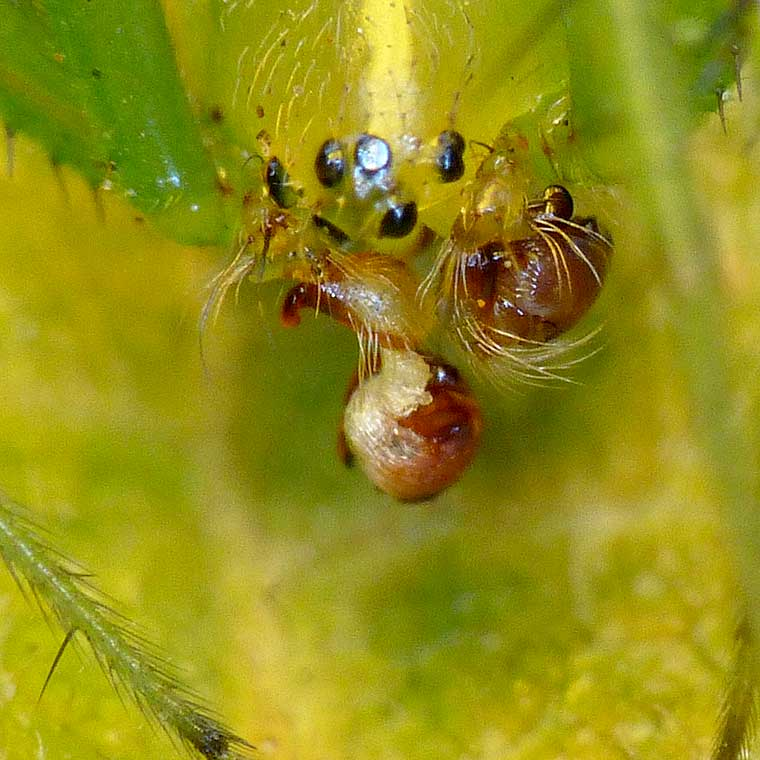